# MUSICMAN
《MUSICMAN》，日本男性創作歌手桑田佳祐的第4張個人錄音室專輯。2011年2月23日發行。

## 解説
桑田佳祐個人音樂活動的第4張錄音室專輯，距離上一張錄音室專輯《ROCK AND ROLL HERO》（2002年）足足有9年之久；如果將桑田擔任主唱的樂團南方之星計算在內，距離上一張錄音室專輯《KILLER STREET》（2005年）也已經有6年時間。
2010年3月13日在日本武道館舉行的「桑田佳祐的音樂老虎」DVD發售紀念放映會上公佈了同年10月20日發售新專輯的消息。原本同年8月發行的單曲《其實是可怕的愛與羅曼史》就是作為專輯的先行單曲發售的。但是7月28日，桑田宣布自己被診斷出患上早期食道癌，必須暫時隱退入院進行手術治療。由於還有4首歌尚未作曲，因此專輯推遲發行。手術後的桑田康復順利，於同年10月8日就重新投入工作，並且在12月31日正式復出，以特別嘉賓的身份，為NHK紅白歌合戰遠程直播演唱專輯中的兩首歌《寶貝前進吧！！》和《其實是可怕的愛與羅曼史》。翌日（2011年1月1日），官方網站上即公佈新專輯的發行信息。
分初回限定盤、通常盤和黑膠版三種形態發行。其中初回限定盤「“MUSICMAN” Perfect Box」收錄了專輯歌曲音樂錄像帶和製作過程花絮的DVD，還附送有桑田專訪和介紹的讀本「MUSICMAN'S NOTE」。
封面以枯山水作為背景，此背景也是專輯歌曲《月光的聖者們》的拍攝場景。
與著名的女性創作歌手aiko首次發行的精選輯《愛選輯》同週發行，不過仍然取得Oricon公信榜冠軍。是桑田自1994年的《孤獨的太陽》16年以來錄音室專輯再次取得冠軍。也是史上首位樂團或組合出身的個人歌手連續四個年代（1980年代至2010年代）都有專輯取得Oricon冠軍（1980年代：《Keisuke Kuwata》；1990年代《孤獨的太陽》；2000年代《TOP OF THE TOPS》；2010年代：《MUSICMAN》）。。

## 收錄曲目
全 作詞、作曲、編曲：桑田佳祐
1. 現代人諸君！！（現代人諸君!!（イマジンオールザピープル!!））
2. 織女星（ベガ）
3. 好人 ～Do you wanna be loved?～（いいひと 〜Do you wanna be loved?〜）
  - 諷刺日本政界
4. SO WHAT?
5. 古風吹拂的森林（古の風吹く杜）
  - 弦編曲：原由子
6. 愛情大盜（恋の大泥棒）
  - 弦、管編曲：島健
7. 銀河的群星（銀河の星屑）
  - 富士系電視劇《CONTROL～犯罪心理搜查～》的主題曲
  - 2011年2月25日播放的《MUSIC STATION》上首次披露全曲
  - 製作有PV
8. 再見華爾滋（グッバイ・ワルツ）
  - 弦・管編曲：齋藤毅
9. 對你說再見（君にサヨナラを）
  - 弦編曲：佐橋佳幸
  - 第12張單曲
10. OSAKA LADY BLUES～大阪女藍調～（OSAKA LADY BLUES 〜大阪レディ・ブルース〜）
  - 和歌名相通，歌曲為大阪曲風。歌詞中的「南區的Lady」指的是和田現子
11. EARLY IN THE MORNING ～旅程的早晨～（EARLY IN THE MORNING 〜旅立ちの朝〜）
  - 第13張單曲的c/w曲，原名是「EARLY IN THE MORNING」，收錄入專輯後增加了副題
  - 富士系節目《MEZAMASHI TV》2010年度主題曲
12. 傷痕累累的天使（傷だらけの天使）
  - 弦編曲：片山敦夫；管編曲：山本拓夫
13. 其實是可怕的愛與羅曼史（本当は怖い愛とロマンス）
  - 第13張單曲
14. 寶貝前進吧！！（それ行けベイビー!!）
  - 恢復活動後在2010年12月31日的第61回NHK紅白歌合戰上首次披露這首歌和《其實是可怕的愛與羅曼史》。這首歌是自2009年的aiko以來史上第三組歌手在紅白上演唱尚未發售的歌曲。
  - 製作有PV
15. 發狂了的女人（狂った女）
  - 管編曲：桑田佳祐、山本拓夫
16. 悲傷你好（悲しみよこんにちは）
17. 月光的聖者們（月光の聖者達（ミスター・ムーンライト））
  - 三井住友金融集團的電視廣告歌曲。歌詞主題談及披頭士
  - 2011年2月25日播放的《MUSIC STATION》上首次披露全曲
  - 製作有PV

## 外部連結
- MUSICMAN 專設網頁 （页面存档备份，存于）